# Can Companys de Baix
Can Companys de Baix és una masia de la Roca del Vallès (Vallès Oriental) protegida com a Bé Cultural d'Interès Local.

## Descripció
Edifici de tipologia clàssica, de planta rectangular amb tres plantes i tres crugies. La coberta és a dues vessants amb el carener perpendicular a la façana. La tercera planta és només a la crugia central. Les finestres de la façana principal i les dues laterals són emmarcades amb pedra granítica. Manté el pati tancat. Adossat a la façana de tramuntana hi ha un edifici més modern del segle xix o XX. D'aquest moment també, sembla, que sigui la torre que sobresurt respecte de la coberta. Els murs són revestits amb un arrebossat llis.

## Història
En el fogatge de l'any 1553 ja existeix un "Company devall", tot i que, per la tipologia de les finestres hem de datar l'edifici al segle xvii. L'edifici adossat a tramuntana és una construcció de final del segle xix o principi del XX.